# Mako Komuro
Mako Komuro (Japans: 小室 眞子, Komuro Mako, voorheen prinses Mako van Akishino, Japans: 眞子内親王, Mako Naishinnō; Tokio, 23 oktober 1991) is het eerste kind en de oudste dochter van prins Akishino en prinses Kiko. Ze is het oudste kleinkind van voormalig keizer Akihito en keizerin Michiko van Japan.

## Biografie
Mako werd op 23 oktober 1991 geboren in het Japanse keizerlijke paleis Kokyo in Tokio. Ze heeft een jongere zus, prinses Kako, en een jongere broer, prins Hisahito. Ze volgde het basis- en middelbaar onderwijs aan de Gakushūinschool. Aan het University College Dublin studeerde ze in 2010 een maand lang Engels. Als stagiair had ze toen een informeel gesprek met Mary McAleese, destijds president van Ierland, en bezocht ze Noord-Ierland. In 2014 studeerde ze af in de richting van Kunst en Cultureel Erfgoed aan de International Christian University in Tokio. Tijdens haar studie verkreeg ze een certificaat als conservator en behaalde ze haar rijbewijs.
In september 2014 vertrok ze naar het Verenigd Koninkrijk om één jaar museologie te studeren aan de universiteit van Leicester. Ze behaalde begin 2016 de mastergraad. Ook studeerde ze van 2012 tot 2013 kunstgeschiedenis aan de universiteit van Edinburgh.
Mako werd in 2011 volwassen, kreeg het Grootkruis in de Orde van de Kostbare Kroon en ging vanaf dat moment haar grootvader bijstaan bij officiële evenementen. Ze heeft namens de keizer bezoeken gebracht aan El Salvador en Honduras (2015), Paraguay (2016), Bhutan (2017), Hongarije (2017) en Brazilië (2018). Ze werkte sinds april 2016 bij het museum van de universiteit van Tokio. Ze zou in 2022 werken als vrijwilliger in het Metropolitan Museum of Art.

## Privé
Ze leerde tijdens haar studie Kei Komuro kennen, met wie ze zich in 2017 verloofde. Het paar zou op 4 november 2018 gaan trouwen, maar het huwelijk werd om uiteenlopende redenen uitgesteld tot na de abdicatie van keizer Akihito. Als gevolg van het huwelijk moest ze, conform de wet en net als tal van andere Japanse prinsessen die haar zijn voorgegaan, haar titel opgeven en de keizerlijke familie verlaten. Normaal krijgt een Japanse ex-prinses dan een financiële compensatie van de staat, maar Mako wees dit als eerste vrouwelijke lid van de keizerlijke familie ooit af.
Op 26 oktober 2021 trad ze in het huwelijk met Kei Komuro. Uit conservatieve hoek was er veel kritiek op het huwelijk omdat dat niet zou voldoen aan de Japanse waarden en standaarden. Half november 2021 verhuisde ze naar New York om er als gewone burger samen met haar echtgenoot te wonen.